# Buriadiaceae
Buriadiaceae — родина хвойних, що існувала в карбоні — пермі.